# 愛の歌 (スターダストレビューの曲)
『愛の歌』（あいのうた）は、スターダストレビュー48枚目のシングル。2007年7月25日にImperial Records発売された。

## 収録曲
全曲　作曲：根本要（特記以外）
1. 愛の歌
作詞：スターダストレビュー
編曲：添田啓二
TBS系列「徳光和夫の感動再会"逢いたい"」エンディング・テーマ
2. 煙が身にしみる（Acoustic Version）
作詞：根本要
編曲：スターダストレビュー/添田啓二
3. 愛の歌（Vocalless）
4. みんなの歌（「愛の歌」コーラス収録ライブ）
※2007年5月19日さいたまスーパーアリーナ収録。15,000人コーラス入り。